# Слупсько (Сілезьке воєводство)
Слупсько (пол. Słupsko) — село в Польщі, у гміні Рудзінець Гливицького повіту Сілезького воєводства.
Населення — 429 осіб (2011).
У 1975—1998 роках село належало до Катовицького воєводства.

## Демографія
Демографічна структура станом на 31 березня 2011 року:
|          | Загалом | Допрацездатний вік | Працездатний вік | Постпрацездатний вік |
| -------- | ------- | ------------------ | ---------------- | -------------------- |
| Чоловіки | 217     | 49                 | 150              | 18                   |
| Жінки    | 212     | 38                 | 129              | 45                   |
| Разом    | 429     | 87                 | 279              | 63                   |